# Campobasso (pokrajina)
Pokrajina Campobasso (talijanski: Provincia di Campobasso) je talijanska pokrajina u regiji Molise. Glavni grad je Campobasso.
Na sjeveroistoku pokrajine nalazi se Jadransko more. Pokrajina na sjeveru graniči s Abruzzom (pokrajina Chieti), na jugoistoku s Apulijom (pokrajina Foggia), na jugu s Kampanijom (pokrajine Benevento i Caserta), te na zapadu s pokrajinom Isernijom.
U ovoj pokrajini nalaze se tri općine u kojima žive moliški Hrvati. To su: Kruč (Acquaviva Collecroce), Štifilić (San Felice del Molise) i Mundimitar (Montemitro).

## Najveće općine
(stanje od 31. svibnja 2005.)
| Općina                | Stanovništvo |
| --------------------- | ------------ |
| Campobasso            | 51.538       |
| Termoli               | 31.030       |
| Bojano                | 8.276        |
| Larino                | 7.202        |
| Campomarino           | 6.662        |
| Montenero di Bisaccia | 6.639        |
| Riccia                | 5.640        |
| Guglionesi            | 5.324        |
| Trivento              | 5.171        |

## Vanjske poveznice
- (tal.) Službena stranica